# Pamplona ulcerata
Pamplona ulcerata är en insektsart som beskrevs av Victor Antoine Signoret 1854. Pamplona ulcerata ingår i släktet Pamplona och familjen dvärgstritar. Inga underarter finns listade i Catalogue of Life.